# Everöds kyrka
Everöds kyrka är en kyrkobyggnad i Everöd. Den är församlingskyrka i Degeberga-Everöds församling i Lunds stift.

## Kyrkobyggnaden
Kyrkan uppfördes under andra halvan av 1100-talet av gråsten. 1754 tillkom nykyrkan, den norra utbyggnaden. Vapenhuset och den västra ingången tillkom 1837. Då murades den södra ingången igen och ersattes av ett fönster. Sakristian uppfördes först 1874, då även blytaket ersattes med ekspån.

### Kyrkomålningar
Under första halvan av 1200-talet utfördes romanska kalkmålningar, men de förstördes när kryssvalven tillkom på 1400-talet, och målades över med kalk på 1700-talet. Vid en restaurering på 1954-55 togs de kvarvarande 1200-talsmålningarna åter fram.
En genomgripande reparation gjordes våren 1893. Valv, väggar och pelare dekorerades av målaremästare Ekström i Kristianstad. Målningarna i långhuset utfördes i slutet av 1800-talet av Charles Franzev.

## Inventarier
- Predikstol och bänkinredning är från 1600-talet.
- Altartavlan ingår i ett altarskåp med sniderier från 1500-talet.
- Den åttakantiga dopfunten av trä är daterad till 1661.
- Dopfatet från Nürnberg är tillverkat på 1500-talet.

### Orgel
- 1760 byggde Christian Fredrik Hardt, Malmö en orgel med 6 stämmor.
- 1893 byggde Anders Victor Lundahl, Stockholm, en orgel. Blev avsynad och godkänd 6 maj 1893.
- 1912 byggde Kasper Thorsell, Göteborg en orgel med 14 stämmor.
- Den nuvarande orgeln byggdes 1973 av Frederiksborgs Orgelbyggeri, Hilleröd, Danmark och är en mekanisk orgel.

| Huvudverk I  | Svällverk II      | Pedal                  | Koppel |
| Rörflöjt 8'  | Gedacktpommer 8´  | Subbas 16´             | I/P    |
| Principal 4' | Gemshorn 4'       | Italiensk principal 4' | II/P   |
| Waldflöjt 2' | Principal 2'      |                        | II/I   |
| Mixtur IV    | Sesquialtera II   |                        |        |
|              | Scharfcymbel III  |                        |        |
|              | Tremulant         |                        |        |
|              | Crescendosvällare |                        |        |